# Borivoje Kostić
Borivoje "Bora" Kostić (en serbi: Бopивoje Kocтић, 14 de juny de 1930 - 10 de gener de 2011) fou un futbolista serbi de la dècada de 1960.
Fou 33 cops internacional amb la selecció iugoslava. Guanyà la medalla d'or als Jocs Olímpics de 1960.
Pel que fa a clubs, defensà els colors d'Estrella Roja de Belgrad, Lanerossi Vicenza i St. Louis Stars.